# Sofia Albertina av Sverige
Sofia Albertina av Sverige, född 8 oktober 1753 i Kungshuset, Riddarholmen, Stockholm, död 17 mars 1829 i Arvfurstens palats, Stockholm, var en svensk prinsessa och regent av det furstliga stiftet Quedlinburg i Tyskland. Hon var den sista kungliga medlemmen av huset Oldenburg i dess Holstein-Gottorpska gren i Sverige. Hon var dotter till kung Adolf Fredrik och drottning Lovisa Ulrika, syster till Gustav III, Karl XIII och Fredrik Adolf samt faster till Gustav IV Adolf. Hon var regerande abbedissa i den protestantiska klosterstaten Quedlinburgs stift i Tyskland från 1787 till 1803. Hon lät uppföra Arvfurstens palats i Stockholm, vilket en inskrift ännu påminner om: SOPHIA ALBERTINA ÆDIFICAVIT . När hennes bror Karl blev kung av Norge och den övriga kungafamiljen blev kungliga även där, inkluderades inte Sofia Albertina. Hon började då officiellt kallas Kongl. Prinsessa (utan angivet land).

## Biografi

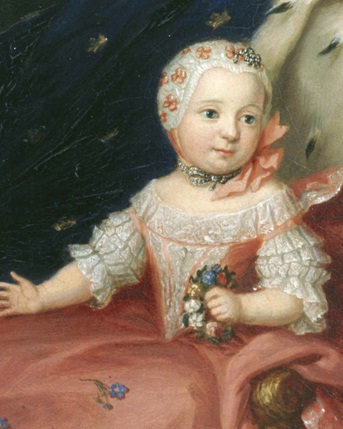
Sofia Albertina av Sverige

Sofia Albertinas födsel firades bland annat med att frimurarna inrättade ett Frimurarbarnhus till hennes ära. Hennes uppfostran övervakades av Ulrika Schönström, Christina Kurck och Magdalena Christina Stenbock, som i tur och ordning var hennes hovmästarinnor. Eric af Sotberg blev 1765 hennes informator, och hon undervisades också i andra ämnen av särskilda lärare, så som i dans av Maria Du Londel, i franska av Louise Du Londel, i teckning av konstnären Jean Eric Rehn och i musik av Francesco Antonio Uttini. Under sin uppväxt hade hon bland andra Sophia Rosenhane till lekkamrat. Hon och hennes två yngre bröder fick sällan umgås med sin äldre bror Gustav, som i egenskap av tronföljare hölls på avstånd från dem av deras mor av statusmässiga skäl: när han under föräldrarnas frånvaro lekte med dem förbjöds han göra det av modern. Sofia Albertina ansågs vara skicklig på clavecin och bröderna på flöjt, och under 1760-talet uppträdde de i halvt offentliga konserter i stora galleriet på Stockholm slott.
Sofia Albertina var tillsammans med sin bror Fredrik Adolf sin mors favorit, och bodde fram till dennas död hos sin mor, som inte lät henne "ta ett steg utan tillåtelse". Hon beskrivs som mycket bortskämd av sin mor och av både sin bror Gustav III och av sin svägerska Hedvig Elisabeth Charlotta, som i sin dagbok anger att hon "blivit mycket bortskämd av sin moder, som alltid avgudat henne, vilket gjort henne nyckfull och svårhanterlig". Det faktum att hennes mor år 1767 av sin bror Fredrik II av Preussen utverkade titeln som koadjutor på klostret Quedlinburg i Tyskland åt henne, med utsikt att bli abbedissa, kan tas som ett tecken på att hennes mor inte önskade att hon skulle gifta sig.

### Under Gustav III:s regeringstid

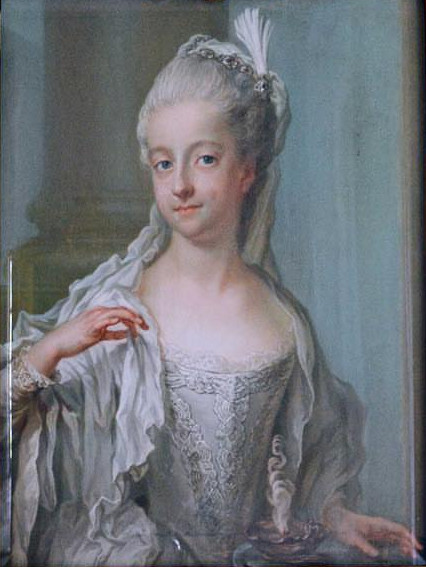
Sofia Albertina

Efter faderns död 1771 fortsatte Sofia Albertina att leva vid sin mors hov, något som gjorde att hon blev mer isolerad, eftersom moderns hov på grund av de ständiga konflikterna mellan modern och brodern Gustav III levde allt mer åtskilda från denne. Hon åtföljde modern på dennas resa till Preussen 1771-1772, och hälsade revolutionen 1772 med entusiasm.
Sofia Albertina tog liksom Fredrik Adolf sin mors parti vid brytningen mellan Gustav III och Lovisa Ulrika under skandalen kring affären Munck 1778. Vid ett tillfälle, då hon med sin mor åkte "Djurgården runt" för att enligt seden visa upp sig för allmänheten, mötte de Gustav III:s vagn, och Sofia Albertina undvek då en scen mellan modern och brodern genom att luta sig ut genom fönstret och vinka till Gustav III och därmed skymma Lovisa Ulrika. Hon fick också sitta emellan då modern år 1781 förbjöd henne att besöka drottning Sofia Magdalena, något som Gustav III tog mycket illa upp och som utsatte henne för hotet att förvisas från hovet. Situationen löstes genom Hedvig Elisabet Charlottas medling. Vid moderns död 1782 blev hon och Fredrik Adolf moderns huvudarvingar. De lät illegalt bränna en del papper som modern hade lämnat efter sig. Hon hamnade i häftig konflikt med Gustav III då han påbjöd ett halvårs hovsorg efter modern i stället för ett års.
Efter moderns död fick Sofia Albertina ett eget hov på 70 personer och ett eget residens i staden, det senare Arvfurstens palats. Hon fick dock inte någon bostad på landet som sina syskon, eftersom hon i fortsättningen skulle åtfölja monarken under sommarmånaderna och ingå i hans hov.
Sofia Albertina ansågs temperamentsfull och skall ofta ha tappat humöret och låtit sig provoceras till konflikter, men beskrivs samtidigt också som förnuftig, godhjärtad och generös. Hon ingrep ofta till kvinnors försvar, exempelvis då Gustav III ställde hårda krav på hovdamerna i sin amatörteater eller då hon och hennes svägerska hade tilldelats dåliga platser vid teatern. Sofia Albertina ansåg att kvinnor borde förena sig och kräva sina rättigheter. Hon stod närmast sin bror Fredrik Adolf, som hon försvarade och stödde i alla sammanhang, men hon kom på grund av sitt humör ofta i konflikt med Gustav III, som dock aldrig skall ha tagit så illa upp.
Sofia Albertina var liksom sina bröder Gustav och Carl intresserad av teater. Hon deltog redan från tidig ålder i hovets amatörteater. Enligt Axel von Fersen den äldre instuderade hon vid ett tillfälle rollen Amenaide "för att undervisa M:ll Baron, första aktris vid theatre Francais (i Stockholm) huru denna roll skulle återgifvas". En av hennes roller var som drottning Kristina i Gustav III:s pjäs med samma namn på dess premiär på Gripsholm 1785. Hon var även intresserad av dans "ehuru det var henne omöjligt att hålla takt, och hon ej kunde göra ett enda steg i menuetten". Tillsammans med sin svägerska slutade hon att dansa på scen 1783, då de beskylldes för att distrahera monarken från regeringsplikterna. Liksom sin svägerska Hedvig Elisabet Charlotta, med vilken hon efter Lovisa Ulrikas död hade en nära vänskap, jagade hon ofta och ägde en mängd hundar för både jakt och sällskap: Bellman skrev en känd dikt till hennes födelsedag 1781 där han beskrev hur var och en av hennes tretton hundar framförde en vers till henne. Sofia Albertina var en amatörkonstnär och broderade, målade akvarell, gjorde profilporträtt och tecknade karikatyrer. Under ett besök i Rom år 1793 invaldes hon i Lucasakademien.

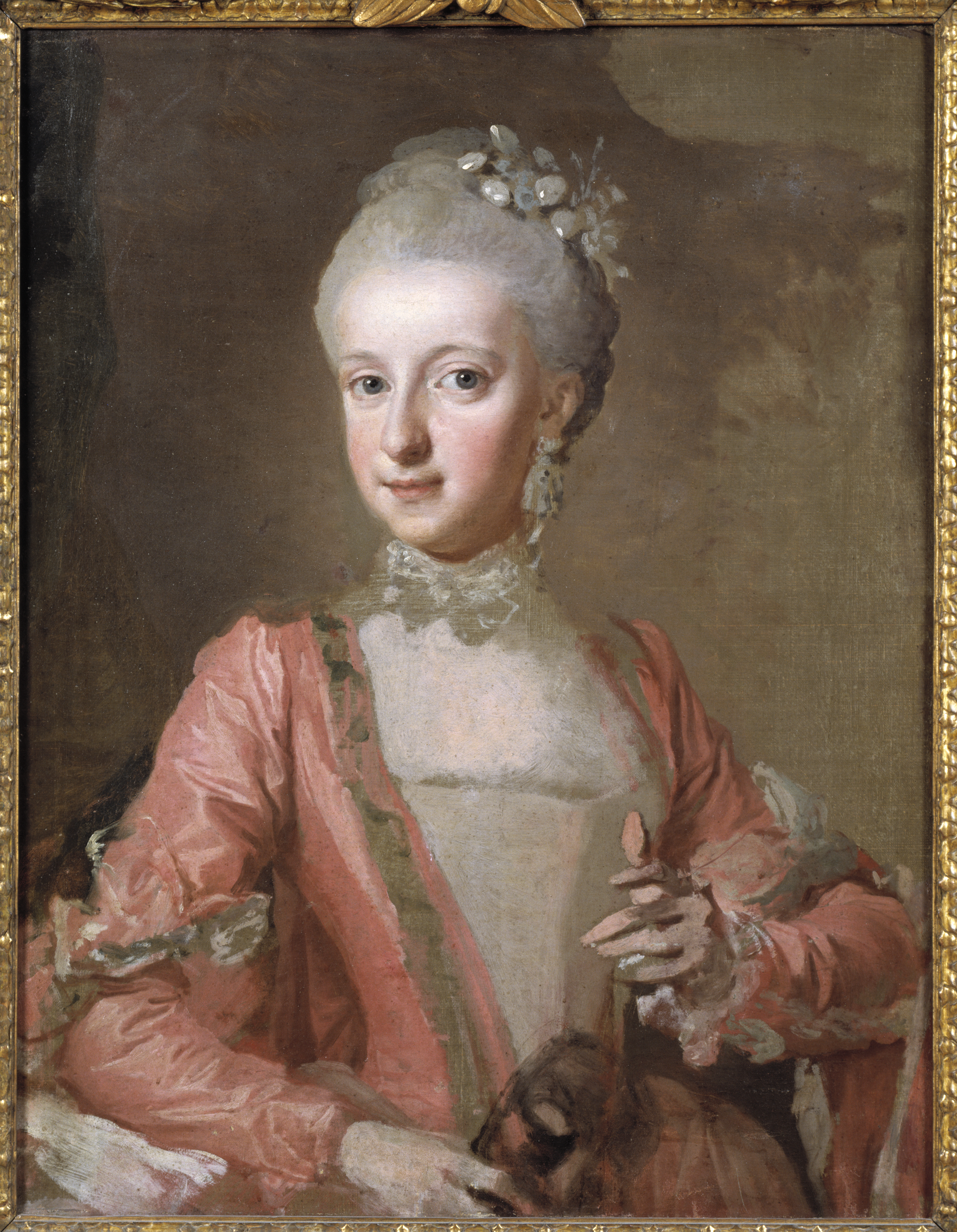
Sofia Albertina målad av Lorens Pasch d.y.

Det förekom planer på att arrangera ett äktenskap åt Sofia Albertina. År 1772 planerade Gustav III att gifta bort henne med deras kusin, prins Peter Fredrik av Holstein-Gottorp, men planerna blev aldrig verkställda och uppgavs 1780. Hon skall ha också ha övervägts som brud till Stanisław II August Poniatowski. 
Det förekom en hel del rykten om att Sofia Albertina omkring år 1785 i hemlighet ska ha fått barn. En samtida memoarskrivare nämnde frågan om Sofia Albertinas graviditet, som påstås ha lett till en konflikt med överhofpredikanten: "Vid denna tiden började äfven fru abbedissan**) blifva en frugtsam moder hvarmed kongl. öfverhofpredikanten Roséns vid hofvet träffade disgrace äger gemenskap. Han kunde ej förmås att meddela sakramentet åt ett fruntimmer, liggande en masque." Som hennes barn nämns en dotter vid namn Sofia, och en son vid namn Peter Niklas. Som far till detta eventuella barn nämns vanligen Fredrik Vilhelm von Hessenstein Även Gustav Badin, som blev hennes tjänare efter moderns död, har utpekats som far.[källa behövs] Sofia Albertinas nära vän, Carolina Rudenschöld, hänvisar i ett brev från år 1792 till hennes kärleksliv, då hon tackar henne för ett speciellt förtroende. Förtroendet hade oroat Rudenschöld, som sade att hon var glad över att Sofia Albertina hade lovat henne "att hon ville göra allt vad i hennes förmåga stod att behärska sin olycksaliga passion" och att "betjäna sig av sitt förnuft för att kuva den", och Rudenschöld hänvisade då även till ett föregående kärleksintresse då hon lade till: "Jag förstår att denna eder inclination är mycket olyckligare än den förra." I oktober 1792 svarade Sofia Albertina på brevet och försäkrade att förälskelsen var över. Lolotte Forssberg skulle senare felaktigt utpekas som hennes dotter. Även Ulla Möllersvärd har utpekats som hennes dotter.
Sofia Albertina anslöt sig till oppositionen mot monarken under rysk-svenska kriget och försökte 1788 övertala Gustav III att sammankalla en riksdag och avsluta kriget. Vid riksdagen 1789 kom kungen i öppen konflikt med adelsståndet då han med de andras ståndens stöd genomdrev säkerhetsakten, som avskaffade adelns privilegier men samtidigt genomdrev rätten för monarken själv att besluta över krig och fred. Sofia Albertina bevittnade tillsammans med sin svägerska från ett fönster som vette emot rikssalen det berömda riksdagsammanträdet den 17 februari, och då hertig Karl och prins Fredrik Adolf kom överens med Hedvig Elisabet Charlotta om att protestera, gav hon dem sitt stöd: i slutändan fullföjde dock inte bröderna planen. Hon demonstrerade tillsammans med sin svägerska offentligt sitt stöd för oppositionen genom att vägra representera och inte visa sig offentligt vid hovet. Hon var dock inte villig att stödja några ytterligare åtgärder mot monarken, och skall ha övertalat sin bror Fredrik Adolf att inte tillgripa våldsmetoder. 
Den sociala bojkotten mot Gustav III yttrade sig i en vägran från adeln att delta i hovceremonierna och de festligheter som arrangerades av monarken, något som skadade den offentliga bilden och presentationen av monarkin inför allmänheten. Gustav III tog mycket illa upp av denna demonstration. Sofia Albertina och Hedvig Elisabet Charlotta var centralfigurer för den, eftersom de var kända som oppositionella och de som bojkottade kungen demonstrerade sina åsikter genom att trots det besöka dem. Kungen kunde inte offentligt bestraffa sin syster och svägerska, eftersom de på grund av drottningens tillbakadragna levnadstil skötte det mesta av representationen. Det hela slutade därför i en sanktion mot Jeanna von Lantingshausen, som förbjöds att i fortsättningen besöka hovet och, specifikt, Sofia Albertina och Hedvig Elisabet Charlotta.
Konflikten med Gustav III gjorde att Armfelt tvingades medla för att Sofia Albertina skulle få tillstånd att återvända till Quedlinburg. Hon fick tillstånd strax före kungens död, men resan uppsköts till senare samma år på grund av mordet på brodern.

### Quedlinburg

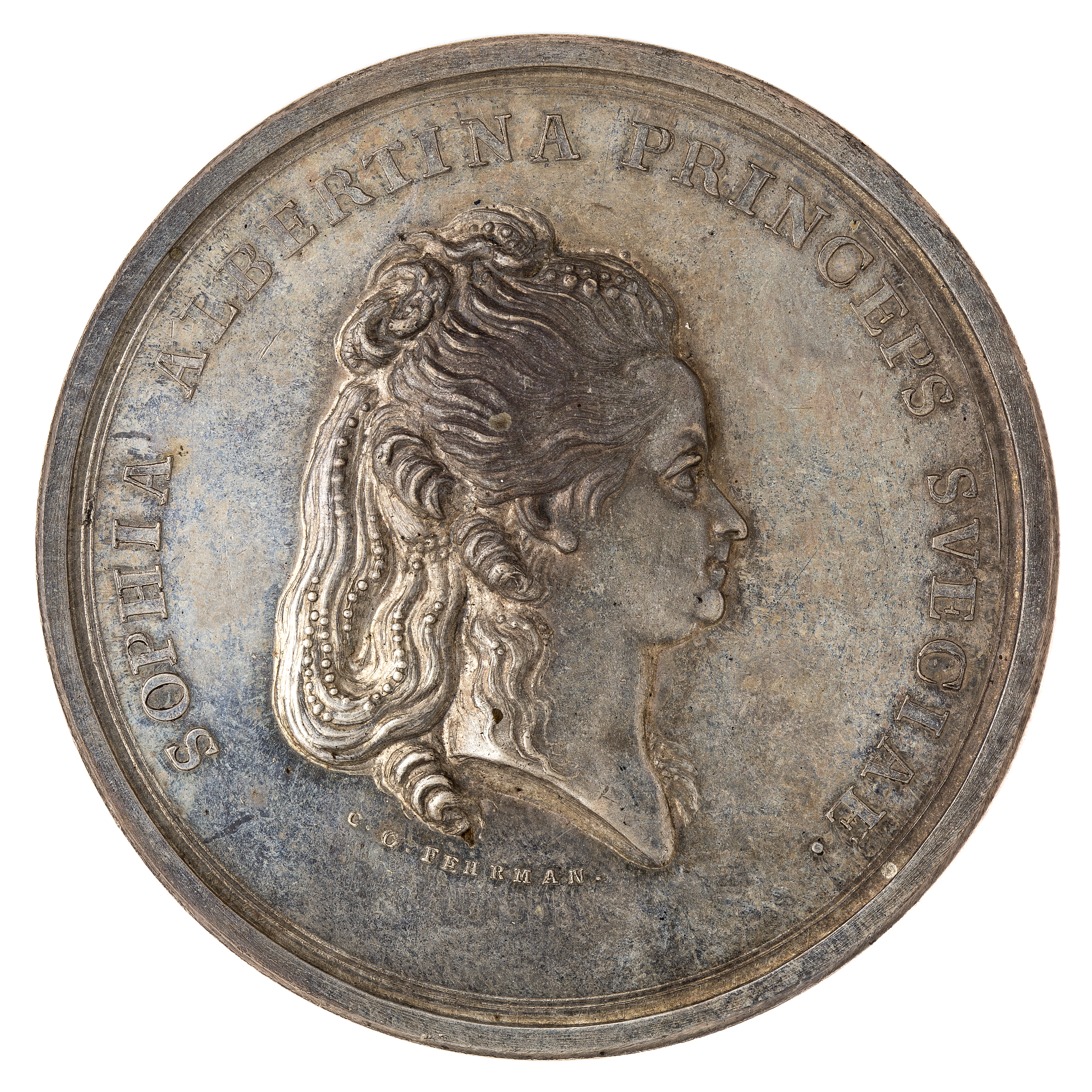
Framsida av medalj med Sofia Albertina i profil, 1787.

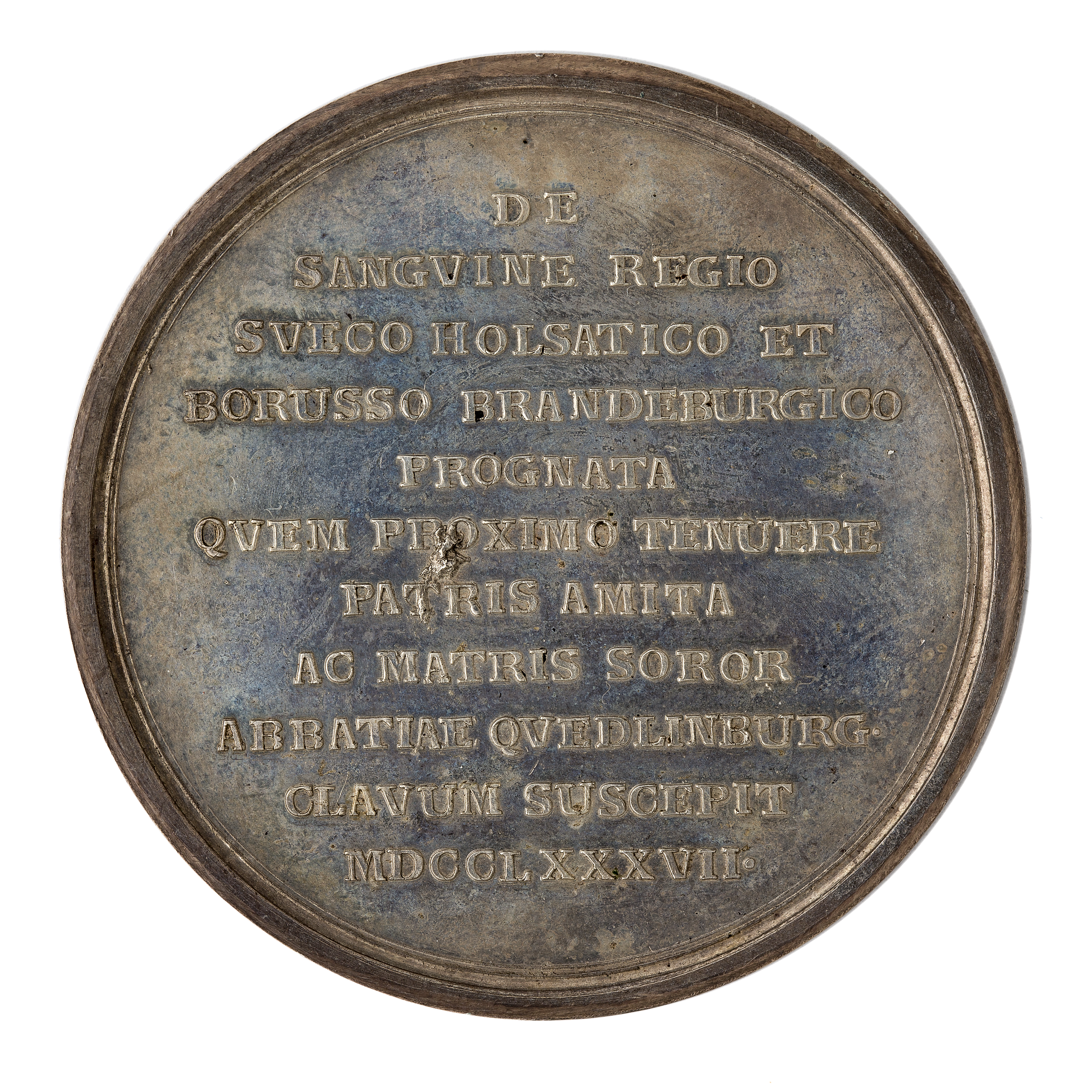
Baksida av medalj, slagen 1787 vid mottagandet av Quedlinburgs abdissa stift.

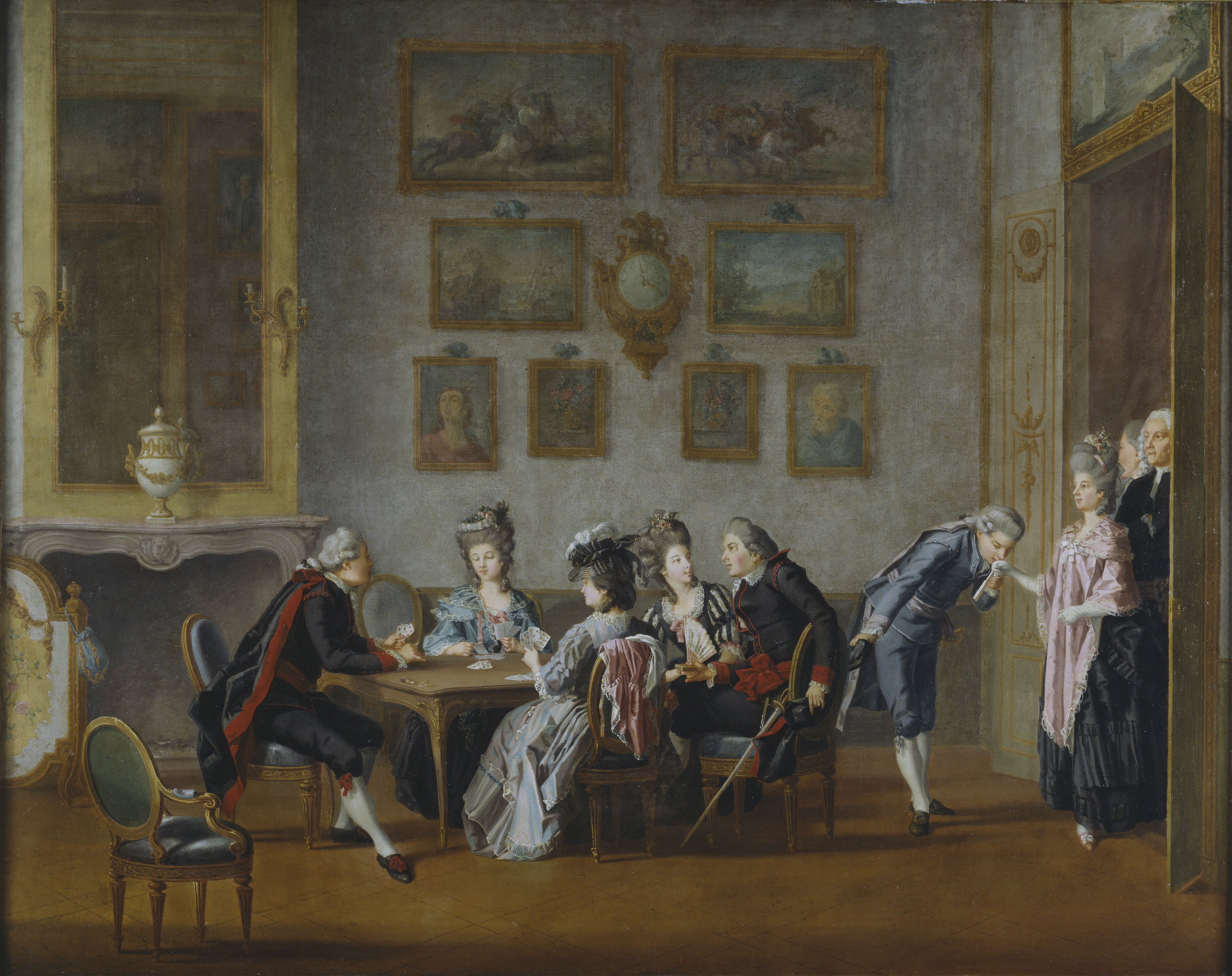
Spelparti hos statssekreterare Elis Schröderheim av Pehr Hilleström d.ä. (Sofia Albertina stiger in i rummet).

Sofia Albertina hade redan år 1767 fått en befattning som koadjutorinna i det tyska protestantiska klosterstiftet Quedlinburg, en självständig stat som tidigare hade varit ett klosterstift och som nu av en ämbetsinnehavare med titeln abbedissa styrdes som ett litet furstendöme. Hon fick denna post tack vare sin mor, som var medlem av det preussiska kungahuset, eftersom Quedlinburg stod under Preussens överhöghet.
Då abbedissan Anna Amalia av Preussen avled 1787 efterträddes hon av Sofia Albertina som nästa regerande abbedissa. Hon fick som sådan rang som furstinna, det vill säga monark, i den kejserliga tyskromerska riksdagen. Kungen av Preussen erbjöd sig att köpa Quedlinburg av henne och införliva det med Preussen. Han ville göra sin egen dotter Fredrika till abbedissa och använde argumentet att hon skulle tvingas bo där permanent, men hon tackade nej med stöd av Gustav III. Hon beskrevs som mycket ivrig över att få bli regent. Hon gick med på att inviga Fredrika av Preussen till näst högsta position, prostinna.
Sofia Albertina vistades i Quedlinburg under tre perioder: från 1787 till 1788, från 1792 till 1795, och en sista gång från 1799 till 1803. Hon var populär i Quedlinburg och tog aktiv del i den lilla statens styrelse. Hon grundade "värmestugor", skolor för fattiga barn; en hovteater, som blev stadens första teater; och ökade prästernas löner. Under hennes vistelser i Quedlinburg fungerade hennes kammarherre Isac Lars Silfversparre som agent för hennes affärer i Sverige. I Quedlingburg skötte hon stiftets affärer i samarbete med sin kansler Sebastian von Moltzer. Sofia Albertina medförde sitt eget hov under sina besök i Quedlinburg. Hon besökte släktingar bland aristokratin i de omkringliggande furstendömena, särskilt det preussiska hovet i Berlin och furstedynastin i Braunschweig.
Sofia Albertina gjorde sitt intåg i Quedlingburg 28 september 1787 och kröntes till regerande abbedissa 15 oktober i närvaro av sin prostinna Fredrika av Preussen och sin dekantinna Lovisa Augusta av Braunschweig. Dagen därpå mottog hon i rådhuset trohetseden från stadens skrån, och Preussens representanters ed om beskydd. Hon fick goda omdömen redan under sitt första regeringsår. Till skillnad från sin företrädare intresserade hon sig aktivt för sina regeringsplikter. Hon reformerade undervisningen och införde samskola med två högre klasser ovanför elementarskolan för båda könen, uppförde bostäder för lärare och fastlade schema för skolundervisningen. Hon införde Armenhaus, ett slags arbetsstugor för fattiga där undervisning bedrevs på förmiddagen och arbete på eftermiddagen. Hon underhöll stadens societet med konserter och teaterföreställningar på slottet. Själv gjorde hon utflykter i omgivningarna och besökte dynastierna i Braunschweig och Ballenstedt. Vid avresan utnämnde hon Sebastian von Moltzer från Svenska Pommern till sin stiftskansler eller statsminister i Quedlinburg; under hennes vistelser i Sverige skötte hon regeringsplikterna via korrespondens med honom. På återresan till Sverige besökte hon Berlin, där hon hade fått ett diplomatisk uppdrag. Gustav III försökte 1787 förhindra den danske prinsens äktenskap genom att framställa henne som äktenskapskandidat. Han gav henne i uppdrag att i Berlin framlägga ett förslag om en allians mellan Sverige och Preussen för den preussiske monarken. Hon utförde uppdraget, som hon skall ha tagit upp på en maskerad, men misslyckades.
Under sin andra vistelse i stiftet invigde hon 1792 Augusta Dorothea av Braunschweig till prostinna. Hon gjorde under denna tid en lång resa genom Tyskland och Wien till Rom, dit hon anlände i januari 1793. Hon presenterades för påven Pius VI och de franska prinsessorna som hade emigrerat undan revolutionen, blev avmålad av Thomas Robinson och valdes som konstnär in i Accademia degli Arcadi. Hon besökte även Pompeji innan hon återvände. 
År 1794 bad hon via brev framgångsrikt om nåd för konspiratören Magdalena Rudenschöld. Hon skall ha åstadkommit att straffet för Rudenschöld ändrades från dödsstraff till schavottering. Hennes engagemang kom sig troligen delvis av att Rudenschölds syster Caroline var hennes personliga vän: hon bad till exempel sin svägerska att utverka tillstånd för Caroline Rudenschöld att få besöka sin syster i fängelset, något hon också gjorde. Sofia Albertina underrättades om Rudenschölds öde av Silfversparre, eftersom denna i egenskap av Sofia Albertinas hovfröken under den första tiden satt i husarrest på sitt rum i dennas residens. Sofia Albertina vädjade utan framgång hos hertig Karl. När det visade sig lönlöst, fick hon av Hedvig Elisabet Charlotta rådet att personligen vädja till Reuterholm, som hon inte kände eftersom hon hade lämnat Sverige innan han blev hertig Karls rådgivare, och att i sin vädjan särskilt utnyttja dennes fåfänga. Hon följde rådet och tilltalade i sitt brev Reuterholm i smickrande och statsmannamässiga ordalag, framställde Rudenschöld som skyldig men utnyttjad för kärleks skull av Armfelt och påpekade att den internationella opinionen, som hon i egenskap av utländsk monark kände, skulle ta illa vid sig av en dödsdom, men välkomna motsatsen. Reuterholm lät också ändra dödsdomen genom hennes vädjan. Sofia Albertina bad Hedvig Elisabet Charlotta att utverka att Rudenschöld också slapp offentligt straff, men detta lyckades inte.
Sofia Albertina återvände till Sverige i september 1795. Under sommaren kom hon i konflikt med Reuterholm. Då de presenterades för varandra på Drottningholm sårades Reuterholm i sin fåfänga då han trodde att hon visade större vänlighet mot rikskansler Sparre, som presenterades för henne vid samma tillfälle, än för honom. Reuterholm undvek därför att i fortsättningen ha med henne att göra, uppvaktade henne inte vid hennes födelsedag och vände henne ryggen offentligt. Sofia Albertina hälsade därför inte på honom, något som ökade spänningen. Etikettsbråket eskalerade då Reuterholm vägrade att låta henne använda den lilla färja, som gick mellan Haga slott och den sommarvilla, Bellevue, som hon hyrde den sommaren. Denna konflikt var mycket omtalad och sympatierna var på Sofia Albertinas sida. Det blev till slut Reuterholm som tvingades be om ursäkt genom att kyssa henne på hand på Drottningholm.
Under år 1795 tid blev Sofia Albertina, genom ett anonymt brev, övertygad om att hennes kammarjungfru Lolotte Forssberg var hennes syster. Forssberg var troligen hennes utomäktenskapliga halvsyster genom hennes far och Ulla von Liewen. Sofia Albertina skall en tid ha trott att Forssberg var hennes hemliga helsyster. Hon ville därför få henne offentligen erkänd och legitimerad. Hon favoriserade henne och lät henne av rangskäl inte längre sköta sin sysslor som kammarjungfru, något som ställde till konflikter inom hennes hovstat. Hon ställde till undersökningar för att få veta sanningen, men utan resultat. 
Hedvig Elisabet Charlotta stödde henne i början, men tog sedan avstånd. När Sofia Albertina avslöjade saken för sina bröder och för sin släkt i Tyskland tog de avstånd och ansåg att hon var utsatt för ett bedrägeri. Affären blev en skandal och omtalades även i Tyskland. I Stockholm ansågs det att historien hade hittats på av hennes hovman Gustaf Stenbock och hans bror Magnus, för att göra det rangmässigt möjligt för Gustaf Stenbock, som var förälskad i Forssberg, att kunna gifta sig med henne.Sofia Albertina gav därefter upp sina planer. År 1799 arrangerade hon ett äktenskap mellan Forssberg och greve Gustaf Stenbock och fick sedan Forssberg presenterad vid hovet som grevinna. 
Hon förebråddes av prins Fredrik Adolf för hovpresentationen och för de kostnader hon lade ut på bröllopet, men hon kommenterade saken i ett brev till Caroline Rudenschöld att brodern inte var den rätte att förebrå henne för hennes generositet, han som själv: "kastar ut sina pengar genom fönstret för såna ovärdiga varelser som den där Löf". Sofia Albertina ägnade resten av sitt liv mycket intresse åt familjen Stenbock. Hon gav mycket uppmärksamhet åt Lolotte Forssbergs son Magnus Albert, som föddes 1800 och vars uppväxt hon bekostade, inredde en påkostad våning åt Lolotte Forssberg på sitt slott och höll till exempel en uppmärksammad barnbal där år 1807.
Hennes tredje vistelse i stiftet från 1799 till 1803 innebar presentationen av hennes favorit Lolotte Forssberg inför aristokratin efter den internationella skandalen som omgett hennes börd, och hon utnämnde då dennas nyblivne make greve Gustaf Stenbock till hovmarskalk i Quedlinburg. Hon presenterade paret för societeten, däribland Sophie von Fersen, i brunnsorten Karlsbad, och för sin bror och svägerska då de besökte Quedlinburg. Hon höll Te Deum och en bal till ära för den svenska tronföljarens födelse 1799, och gjorde ett officiellt besök i Berlin år 1800. Hon mötte också sin bror Fredrik i Leipzig för sista gången, då han reste på sin hälsoresa till Frankrike. Quedlinburgs hovteater invigdes till hennes födelsedag 8 oktober 1800. Hon mottog också det svenska kungaparet under deras resa i Tyskland.
Sofia Albertina avsattes då Quedlinburg, liksom alla de övriga tyska klosterstaterna, upplöstes genom freden i Lunéville mellan Napoleon och de sekulära tyska monarkerna. Enligt avtalet upplöstes de tyska klosterstiften och övriga stater med kyrklig överhöghet och inlemmades i de sekulära monarkierna, och den 11 juli 1802 mottog Sofia Albertina besked från Preussens kung att Quedlinburg skulle infogas i Preussen. Quedlinburgs självständighet upphörde därmed och styrdes i fortsättningen från Preussen, och Sofia Albertina förlorade samtliga av sina politiska befogenheter.
Sofia Albertina fick dock liksom de övriga "stiftsdamerna" behålla sin titel och inkomst på livstid. Detta ansågs bero på att hon var släkt med det preussiska kungahuset. Hon stannade därför kvar med sitt hov i Quedlinburg även sedan hon avsatts. När hon avreste till Sverige i september 1803, var det med avsikt att återvända två år senare.

### Senare liv

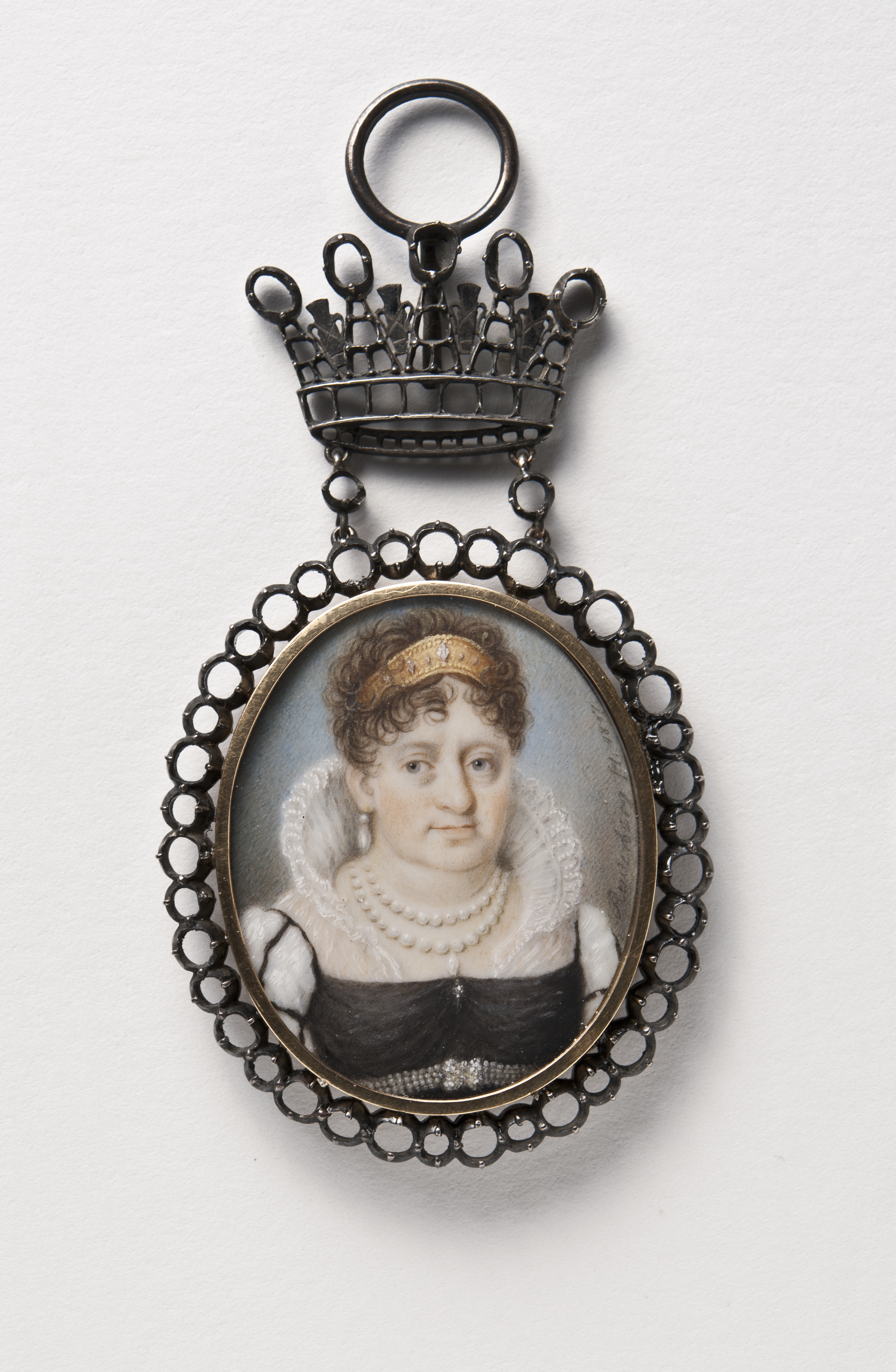
Sofia Albertina 1817 av Eric Reuterborg.

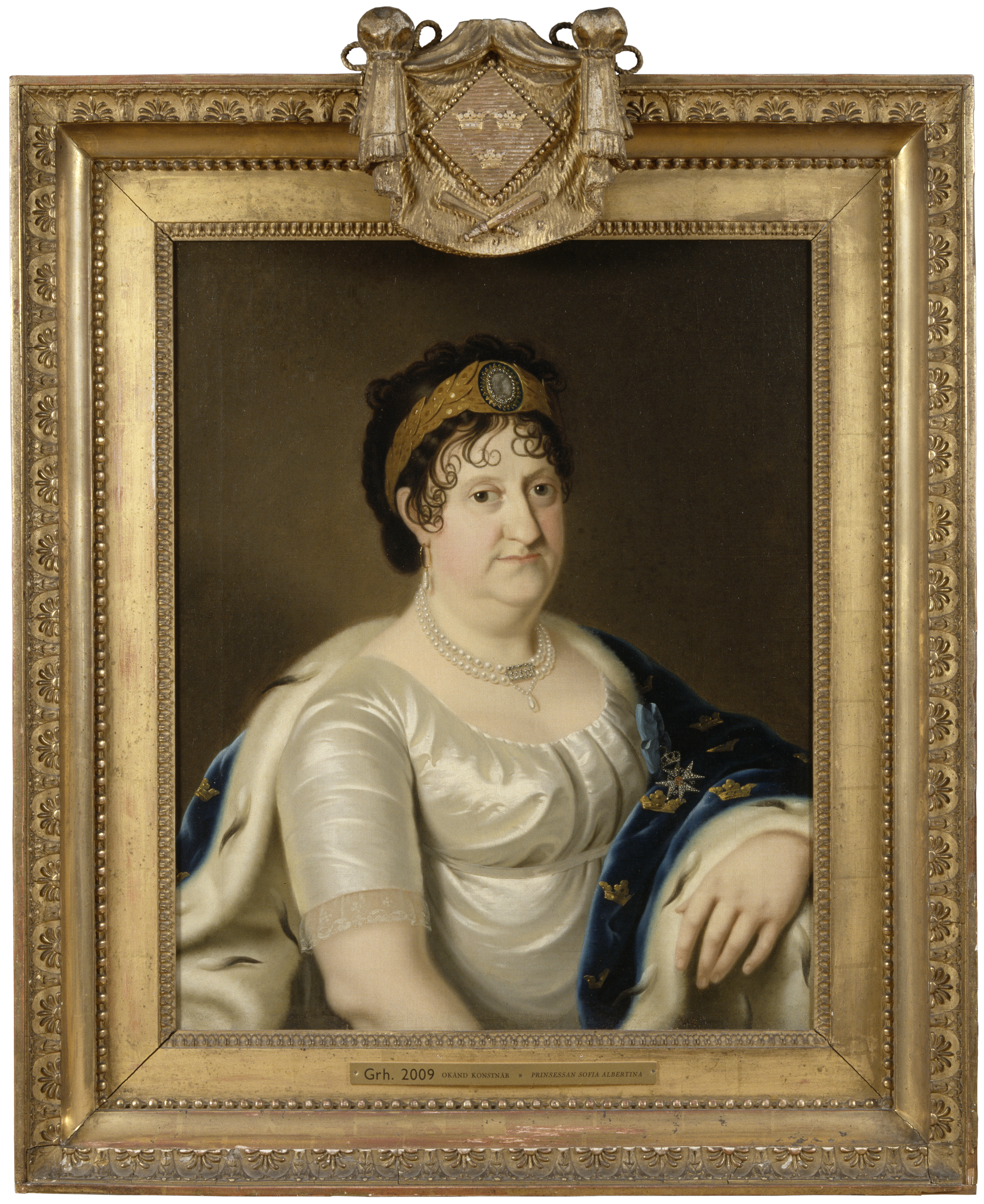
Sofia Albertina under senare delen av sitt liv, ramen bär Sveriges Tre kronor samt vapnet för Quedlinburgs stift. Hon bär även ett briljanterat tecken på bröstet med Quedlingsburgs stiftsvapen. Över axeln bär hon en furstlig mantel i blått.

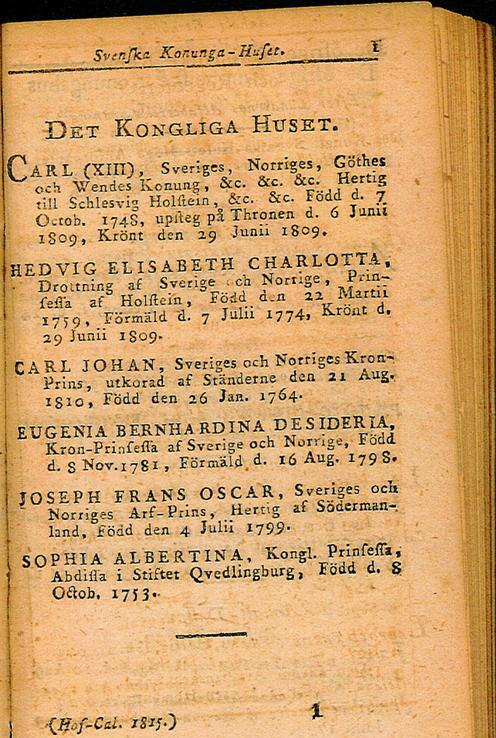
Sofia Albertinas titulering i Hof-Calendern för 1815.

Sofia Albertina ska ha tagit sin bror Fredrik Adolfs och sin nära vän Caroline Rudenschölds död 1803 respektive 1804 mycket hårt. Under samma tid assisterade hon sin svägerska Hedvig Elisabet Charlotta i representationsplikterna eftersom kungaparet vistades i Tyskland. 1807 inlemmades Quedlinburg i kungariket Westfalen, som Napoleon skapade åt sin bror Jérôme Bonaparte. Därmed upphörde hennes inkomst, vilket möjligen berodde på att hon var faster till Gustav IV Adolf, som var känd som Napoleons fiende. Sofia Albertina skrev med Gustav IV Adolfs tillstånd till Napoleon och talade för sina rättigheter med hänvisning till de rättigheter han på samma sätt hade beviljat Louise av Hessen-Darmstadt och Pauline av Anhalt-Bernburg, men fick inget svar. Från 1807 fick hon tillgång till Tullgarns slott, som hon redan fler år tidigare hade ärvt efter sin bror Fredrik. Hon tillbringade sedan varje sommar på Tullgarn, där hon aktivt deltog i sällskapslivet på herrgårdarna i trakten och utövade välgörenhet hos allmogen, för vars barn hon ofta stod fadder. På Tullgarn lät hon också anlägga en engelsk park och ett orangeri, som stod klart 1811.
Under revolutionen 1809 hade Gustav IV Adolf förberett en evakuering av kungahusets medlemmar och sänt henne en order att göra sig resklar, men hon hade liksom sin bror hertig Karl vägrat. När Gustav IV Adolf strax därefter avsattes, rapporterades det att hon visade sig på balkongen till sitt palats viftande välkommen med sin näsduk till kuppmakaren Georg Adlersparre vid hans och hans armés ankomst till huvudstaden. Liksom Hedvig Elisabet Charlotta arbetade hon för att den avsatte monarken skulle få dela husarresten med sin familj. Sofia Albertina bevittnade hyllningen av Karl XIII genom ett fönster som vette mot rikssalen, liksom de även tidigare så många gånger hade bevittnade politiska akter i rikssalen, trots att de officiellt genom sitt kön var utestängda från dessa. Hon deltog därefter i kröningen av Karl XIII och Hedvig Elisabet Charlotta, krönt med en furstlig krona och klädd i vitt. Hon deltog jämte kungaparet i Sveriges sista publika spisning, sittade på ett bord vid sidan av kungaparet.
År 1809 inställdes hennes statspension av riksdagen, vilket gav henne ekonomiska svårigheter. Liksom sin svägerska kom hon initialt inte så väl överens med den nya svenske tronföljaren Karl August av Augustenborg, som sades vara besvärad i närvaro av kvinnor. År 1810 erbjöds hon posten som abbedissa på Vallö stift i Danmark som ersättning för Quedlinburg av Karl August. Hon tackade ja på villkor att saken hölls hemlig och hon slapp besöka stiftet varje år, eftersom hon fortfarande förhandlade om sin inkomst från Quedlinburg, men saken realiserades aldrig. 
Sofia Albertina uppges liksom kungaparet ha blivit förtjust över den valde tronföljaren Karl Johan Bernadottes personliga charm. Karl Johan gjorde stor ansträngning att visa alla medlemmar av det gamla kungahuset uppmärksamhet som ett led i sitt legitimeringsprogram, det vill säga ett sätt att legitimera sig själv som tronföljare i allmänhetens ögon genom att visa sig som en del av kungafamiljen. En incident av det slaget uppmärksammades av allmänheten och omtalades. Då kungafamiljen skulle göra sin vagnstur på Djurgården för att visa upp sig för allmänheten, insisterade Karl Johan på att han och kungaparet, som reste i en separat vagn, skulle möta Sofia Albertina vid hennes bostad. Väl där, steg han av vagnen och hjälpte henne demonstrativt nedför trappan, något som omtalades och ökade hans popularitet. Både hon och hennes svägerska kom så väl överens med Karl Johan att de på eget initiativ beslöt att avstå från att brevväxla med den avsatta kungafamiljen, sedan Karl Johan år 1812 förbjudit all kontakt med dem och även alla föremål som påminde om dem, ett förbud som gällde fram till hans död 1844. Vid hennes död upptäcktes dock att hon hade förvarat en samling föremål med anknytning till Gustav IV Adolf utom synhåll i sin bostad. Hon hade även en god relation till Karl Johans son Oscar, medan relationen till Karl Johans maka inte anses ha varit lika god.  
Under 1810-talet uppger Hedvig Elisabet Charlotta att Sofia Albertina levde isolerat och att hon var dominerad av Lolotte Forssberg och dennas make Gustaf Stenbock, som hade vanskött hennes egendom Tullgarn, vilket gjorde att hon inte hade råd att delta i sällskapslivet. På råd av både Silfversparre och Hedvig Elisabet Charlotta fråntog hon 1817 Gustaf Stenbock ansvaret för Tullgarn.
Vid sin svägerska Hedvig Elisabet Charlottas död 1818 iklädde sig Sofia Albertina rollen som Sveriges "första dam", eftersom drottning Desideria var bosatt i Frankrike. Hon behöll rollen fram tills Desideria återvände till Sverige tillsammans med den blivande kronprinsessan Josefina av Leuchtenberg 1823. Som sådan fick hon många representationsuppgifter. Hon spelade denna roll när hon officiellt välkomnade Desideria och Josefina på Haga slott, dit de eskorterades efter sin ankomst till Stockholm 13 juni 1823. Den 19 juni 1823 satte hon, klädd i guldtyg, brudkronan på Josefina av Leuchtenberg vid bröllopet mellan henne och kronprins Oscar i Stockholm, och år 1826 närvarade hon vid födelsen av den blivande Karl XV och var även den som framförde budskapet om barnets kön till monarken. Sofia Albertina deltog livet ut aktivt vid hovceremonielet vid hovet. Det var på önskan av Karl Johan, som alltid var mycket noga med att inkludera henne i alla officiella och offentliga sammanhang i led med sin legitimeringsprocess av sig själv som tronföljare och monark. Under de sista åren av sitt liv kallades hon alltmer "Vasaprinsessan".
Sofia Albertina grundade 1819 Välgörande fruntimmerssällskapet till förmån för fattiga kvinnor och uppfostringsanstalter för fattiga flickor, ett av de första stora svenska välgörenhetsinrättningarna som skulle komma att bli så vanliga under 1800-talet. Sällskapet fick sina stadgar 1825 och hon var dess ordförande till sin död, då det övertogs av Josefina av Leuchtenberg. Hon hade under sina sista år en nära vänskap med Josefina. Bland hennes intressen i slutet av livet hörde brodering och litteratur. Hon ska ha broderat flera av tapeterna i övre våningen av sin bostad, och lärde också ut sin broderkonst till andra, så som sin hovfunktionär Carl Lagerfelt. Hon prenumererade på tidskrifter och utökade regelbundet sitt bibliotek med modern litteratur, som uppenbarligen lästes upp under umgänge med hennes hov, som möjligen medverkade i vilka böcker som skulle beställas. Sofia Albertina beskrivs som en omtänksam arbetsgivare för sin hovstat.
Som konstnär finns hon representerad vid bland annat Nationalmuseum i Stockholm.

## Eftermäle
Stadskyrkan i Landskrona fick namnet Sofia Albertina kyrka efter henne.
Sofia Albertina var en av tre regerande abbedissor av Quedlinburg, vid sidan av Aurora von Königsmarck och sin företrädare, som porträtterades i utställningen Die ideale Frau i Quedlinburg 2008 under teamåret kvinnor under 1700-talet. Hon lyftes där fram som en av stiftets mest framträdande regenter. Hennes intresse för fattigvården, skolundervisningen, konst och opera och hennes renovering av slottsborgen blev då framhävda.

## Anfäder
|                                                                 |  |  |  |  |  |  |  |                                     |  |  |  |  |  |  |  |                                                                  |  |  |  |  |  |  |  | Hertig Christian Albrecht av Holstein-Gottorp       |
|                                                                 |  |  |  |  |  |  |  |                                     |  |  |  |  |  |  |  |                                                                  |  |  |  |  |  |  |  |                                                     |
|                                                                 |  |  |  |  |  |  |  |                                     |  |  |  |  |  |  |  | Furstbiskop Christian August av Lübeck                           |  |  |  |  |  |  |  |                                                     |
|                                                                 |  |  |  |  |  |  |  |                                     |  |  |  |  |  |  |  |                                                                  |  |  |  |  |  |  |  |                                                     |
|                                                                 |  |  |  |  |  |  |  |                                     |  |  |  |  |  |  |  |                                                                  |  |  |  |  |  |  |  | Prinsessan Frederika Amalie av Danmark              |
|                                                                 |  |  |  |  |  |  |  |                                     |  |  |  |  |  |  |  |                                                                  |  |  |  |  |  |  |  |                                                     |
|                                                                 |  |  |  |  |  |  |  | Kung Adolf Fredrik av Sverige       |  |  |  |  |  |  |  |                                                                  |  |  |  |  |  |  |  |                                                     |
|                                                                 |  |  |  |  |  |  |  |                                     |  |  |  |  |  |  |  |                                                                  |  |  |  |  |  |  |  |                                                     |
|                                                                 |  |  |  |  |  |  |  |                                     |  |  |  |  |  |  |  |                                                                  |  |  |  |  |  |  |  | Markgreve Friedrich VII av Baden-Durlach            |
|                                                                 |  |  |  |  |  |  |  |                                     |  |  |  |  |  |  |  |                                                                  |  |  |  |  |  |  |  |                                                     |
|                                                                 |  |  |  |  |  |  |  |                                     |  |  |  |  |  |  |  | Markgrevinnan Albertina Friedrike av Baden Durlach               |  |  |  |  |  |  |  |                                                     |
|                                                                 |  |  |  |  |  |  |  |                                     |  |  |  |  |  |  |  |                                                                  |  |  |  |  |  |  |  |                                                     |
|                                                                 |  |  |  |  |  |  |  |                                     |  |  |  |  |  |  |  |                                                                  |  |  |  |  |  |  |  | Prinsessan Augusta Maria av Holstein-Gottorp        |
|                                                                 |  |  |  |  |  |  |  |                                     |  |  |  |  |  |  |  |                                                                  |  |  |  |  |  |  |  |                                                     |
| Prinsessan Sofia Albertina av Sverige, abbedissa av Quedlinburg |  |  |  |  |  |  |  |                                     |  |  |  |  |  |  |  |                                                                  |  |  |  |  |  |  |  |                                                     |
|                                                                 |  |  |  |  |  |  |  |                                     |  |  |  |  |  |  |  |                                                                  |  |  |  |  |  |  |  | Kung Friedrich I av Preussen                        |
|                                                                 |  |  |  |  |  |  |  |                                     |  |  |  |  |  |  |  |                                                                  |  |  |  |  |  |  |  |                                                     |
|                                                                 |  |  |  |  |  |  |  |                                     |  |  |  |  |  |  |  | Kung Friedrich Wilhelm I av Preussen                             |  |  |  |  |  |  |  |                                                     |
|                                                                 |  |  |  |  |  |  |  |                                     |  |  |  |  |  |  |  |                                                                  |  |  |  |  |  |  |  |                                                     |
|                                                                 |  |  |  |  |  |  |  |                                     |  |  |  |  |  |  |  |                                                                  |  |  |  |  |  |  |  | Prinsessan Sophie Charlotte av Hannover             |
|                                                                 |  |  |  |  |  |  |  |                                     |  |  |  |  |  |  |  |                                                                  |  |  |  |  |  |  |  |                                                     |
|                                                                 |  |  |  |  |  |  |  | Prinsessan Luise Ulrike av Preussen |  |  |  |  |  |  |  |                                                                  |  |  |  |  |  |  |  |                                                     |
|                                                                 |  |  |  |  |  |  |  |                                     |  |  |  |  |  |  |  |                                                                  |  |  |  |  |  |  |  |                                                     |
|                                                                 |  |  |  |  |  |  |  |                                     |  |  |  |  |  |  |  |                                                                  |  |  |  |  |  |  |  | Kung George I av Storbritannien-Irland och Hannover |
|                                                                 |  |  |  |  |  |  |  |                                     |  |  |  |  |  |  |  |                                                                  |  |  |  |  |  |  |  |                                                     |
|                                                                 |  |  |  |  |  |  |  |                                     |  |  |  |  |  |  |  | Prinsessan Sophie Dorothea av Storbritannien-Irland och Hannover |  |  |  |  |  |  |  |                                                     |
|                                                                 |  |  |  |  |  |  |  |                                     |  |  |  |  |  |  |  |                                                                  |  |  |  |  |  |  |  |                                                     |
|                                                                 |  |  |  |  |  |  |  |                                     |  |  |  |  |  |  |  |                                                                  |  |  |  |  |  |  |  | Hertiginnan Sophie Dorothea av Braunschweig-Celle   |
|                                                                 |  |  |  |  |  |  |  |                                     |  |  |  |  |  |  |  |                                                                  |  |  |  |  |  |  |  |                                                     |

## Galleri

Solfjäder som tillhört Sofia Albertina.
Sko som tillhört Sofia Albertina.
Kaffekanna som hör till Sofia Albertinas frukostservis, 1813.
Sockertång av förgyllt silver, stämplad med Sofia Albertinas stämpel.
Gräddkanna som hör till Sofia Albertinas frukostservis med monogram, 1818.
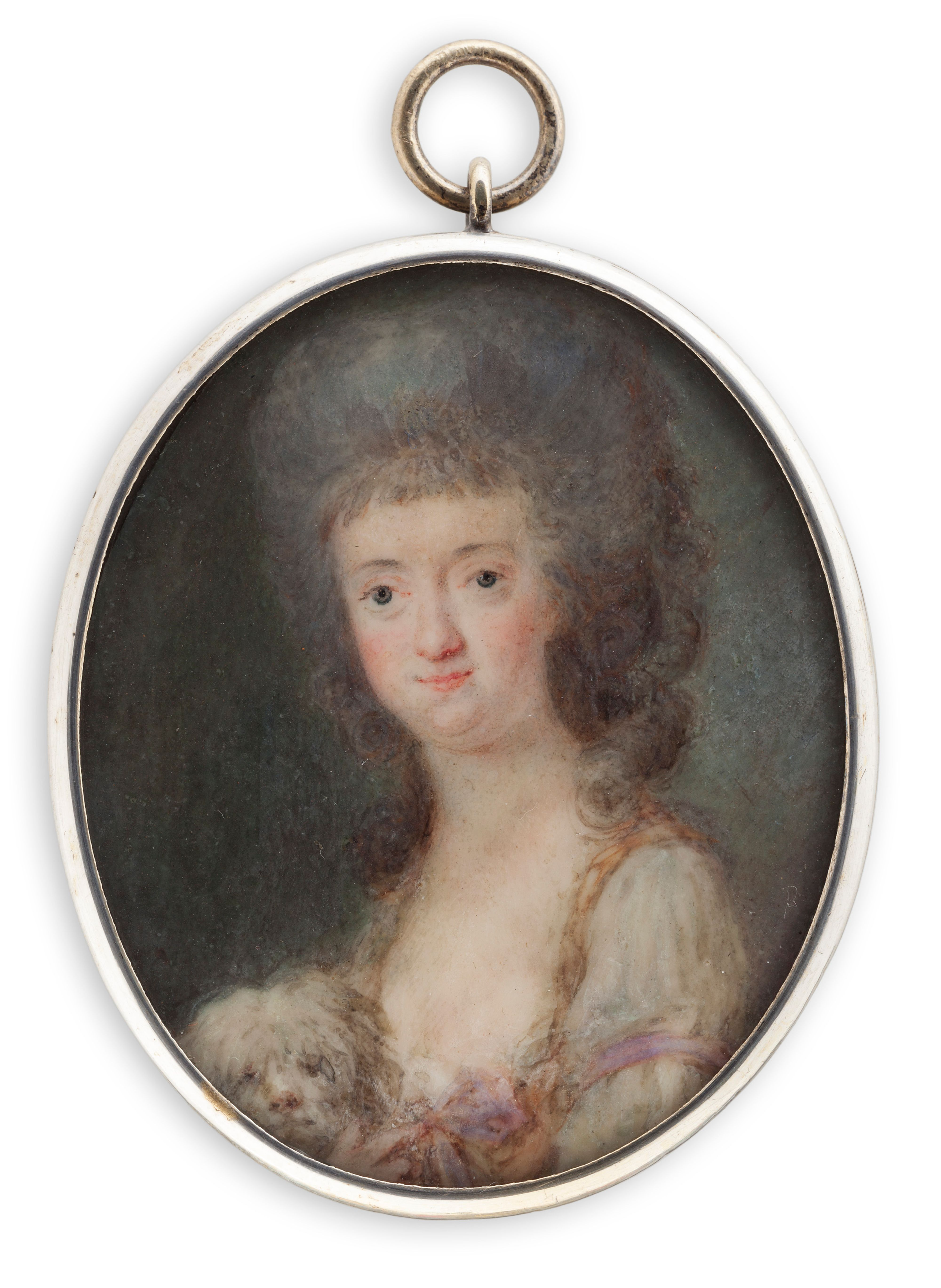
Sofia Albertina av Cornelius Höyer.
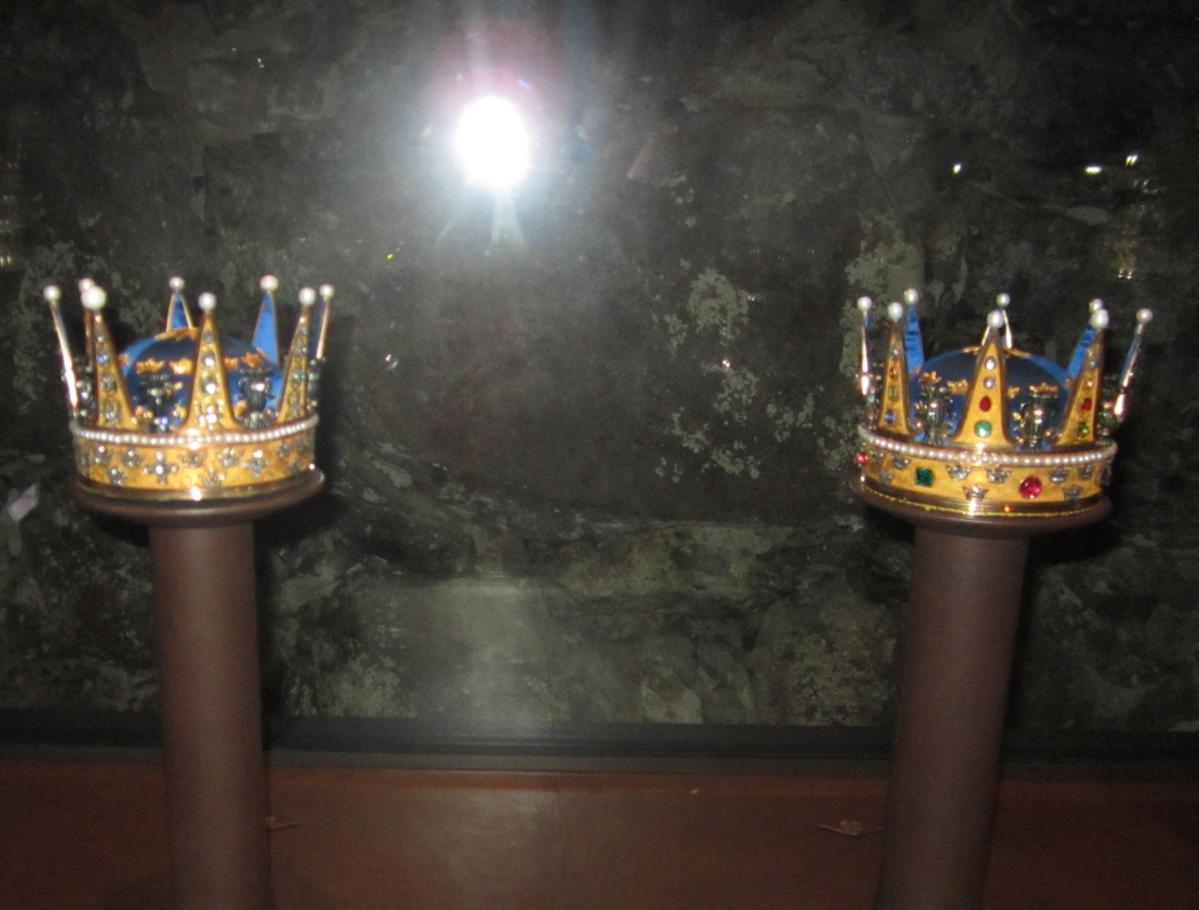
Krona (vänster) skapad åt Sofia Albertina och buren på brodern Gustavs kröning 1772.